# Настя і Єгор
«Настя і Єгор» (рос. Настя и Егор) — радянський короткометражний фільм 1989, знятий режисером Олексієм Балабановим, знятий на Свердловської кіностудії.

## Сюжет
Фільм розповідає про становлення легенд Свердловського року — гітариста Єгора Бєлкіна і співачки Насті Полєвої. У ньому відображаються непрості відносини майбутнього подружжя. Створюється враження, що гурт «Урфін Джюс» Бєлкіна, перебуваючи в значному відставанні від «Наутілуса», так і не зміг знайти свою нішу. В результаті продюсер колективів Ілля Кормільцев переманив Бєлкіна до Бутусова. По суті, «Настя і Єгор» є логічним продовженням фільму «Раніше був інший час». Ім'я режисера Олексія Балабанова згадується в спільному проекті Кирила Котельникова «Уральская хвиля» — епічної саги 1990 року про весь процес появи свердловського року.

## У ролях
- Ігор Бєлкін — камео
- Анастасія Полєва — камео
- В'ячеслав Бутусов — камео
- Олександр Пантикін — камео

## Знімальна група
- Режисер — Олексій Балабанов
- Сценарист — Олексій Балабанов
- Оператор — Володимир Романенко